# منيجه باختري
مَنيجه باختَري (بالفارسية: منیژه باختری) دبلوماسية أفغانية ومؤلفة وصحفية. تشغل حاليًا منصب السفيرة الأفغانية في النمسا. كانت السفيرة الأفغانية السابقة في دول الشمال (النرويج والسويد والدنمارك وأيسلندا وفنلندا). شغلت باختري سابقًا منصب رئيس أركان وزارة الخارجية الأفغانية ومحاضرًا غير متفرغ في جامعة كابول.

## حياتها وتعليمها
باختري هي ابنة الشاعر الأفغاني واصف باختري، حاصله على بكالوريوس في الصحافة وماجستير في اللغة الفارسية وآدابها من جامعة كابول. في عام 2002، تم اعتمادها كمحاضر في كلية الصحافة بجامعة كابول.

## عملها
قبل توليها مناصبها الدبلوماسية، عملت باختري مع مركز التعاون لأفغانستان (CCA)، وهو منظمة غير حكومية. وهي مؤلفة كتابين صحفيين: "عالم الأخبار والأخلاق والقانون في الصحافة المثير للاهتمام"، والتي تستخدم حاليًا ككتب مدرسية في كلية الصحافة بجامعة كابول.[بحاجة لمصدر] وهي مؤلفة كتاب أنجبين نيشخاند وشارانج نوشخاند، وهو كتاب عن التاريخ المعاصر لهذا النوع الساخر في أفغانستان. نشرت مجموعة قصصية بعنوان ثلاثة ملائكة، تسلط الضوء على التحديات التي تواجه المرأة الأفغانية. كانت رئيسة تحرير مجلة بارنيان (مجلة فصلية ثقافية وأدبية).

## الحياة الشخصية
باختري متزوجه من ناصر هوتاكي، وهو رجل أعمال أفغاني ومدير رياضي. ولديهما أربعة أطفال: مريم هوتاكي، ومصطفى حوتاكي، ونوشين هوتاكي، وبارنيان هوتاكي.